# Angelo Maria Quirini
Angelo Maria Quirini, właśc. Girolamo Quirini (ur. 30 marca 1680 w Wenecji, zm. 6 stycznia 1755 w Brescii) – włoski kardynał.

## Życiorys
Urodził się 30 marca 1680 roku w Wenecji, jako syn Paola Quriniego i Cecilii Giustiniani, otrzymując imię Girolamo. W 1696 roku wstąpił do odłamu zakonu benedyktynów i przyjął imiona Angelo Maria. Studiował matematykę, język starogrecki i hebrajski. 24 marca 1702 roku przyjął święcenia kapłańskie. W 1705 roku zaczął nauczać w swoim klasztorze, a pięć lat później udał się w podróż do Republiki Niderlandów, Królestwa Niemieckiego, Królestwa Wielkiej Brytanii i Królestwa Francji. Po powrocie został przeorem zgromadzenia we Florencji, jednakże nie zezwolono mu opublikować pierwszego tomu swoich zbiorów w Rocznikach benedyktyńskich. 22 listopada 1723 roku został mianowany arcybiskupem Korfu i osiem dni później przyjął sakrę. 9 grudnia 1726 roku został kreowany kardynałem in pectore. 30 lipca 1727 roku został arcybiskupem ad personam Brescii, a 26 listopada została ogłoszona jego nominacja na kardynała prezbitera i nadano mu kościół tytularny S. Augustini. Na terenie swojej diecezji otworzył bibliotekę, ukończył rekonstrukcję katedry i ulepszył poziom nauczania w lokalnym seminarium. We wrześniu 1730 roku został Bibliotekarzem Kościoła Rzymskiego. Zaangażował się w sprawę kontrowersji w Cremie, które dotyczyły prawa wiernych do przyjmowania Komunii w czasie mszy. W 1740 roku został prefektem Kongregacji Indeksu, a pięć lat później założył w Brescii Bibliotekę Queriniana. Zmarł 6 stycznia 1755 roku w Brescii, w wyniku wypadku.